# 神明神社 (久喜市)
神明神社（しんめいじんじゃ）は埼玉県久喜市の神社。

## 祭神
天照大神、豊宇気毘売神

## 沿革
本殿は、1835年に創建され、江戸時代の領主が厚く信仰したと伝えられる。

## 神明神社の社叢
境内の社叢は、長さ550メートルの参拝林及び境内林から構成され、「神明神社の社叢」として埼玉県指定天然記念物に指定されている。

## 神事
- 1月15日　鎮火祭